# Simion Cuciuc
Simion Cuciuc (ur. 4 lipca 1941) – rumuński kajakarz. Brązowy medalista olimpijski z Tokio.
Zawody w 1964 były jego jedynymi igrzyskami olimpijskimi. Medal wywalczył w kajakowych czwórkach na dystansie 1000 metrów. Płynęli z nim Atanasie Sciotnic, Mihai Țurcaș i Aurel Vernescu.